# Josie Totah
Josie Totah (Sacramento, 5 de agosto de 2001) é uma atriz norte-americana, mais conhecida por seu papel recorrente na série Jessie, do Disney Channel, e seu papel principal na série de comédia da ABC de 2013 Back in the Game. Totah recebeu elogios da crítica por seu papel no filme Other People, de 2016. Dois anos depois, estrelou a curta série de comédia Champions, da NBC.

## Vida pessoal
Totah nasceu em Sacramento, Califórnia, a terceira filha de Suheil e Christine Totah. Ela tem uma irmã e um irmão e é de ascendência palestina e libanesa.
Em 20 de agosto de 2018, Totah escreveu um artigo publicado na Time no qual ela se revelou uma mulher transgênero.

## Carreira
Totah começou sua carreira de atriz em 2012, quando foi escalada como "Lil' Dictator" na primeira produção para AwesomenessTV. A partir de 2013, ela começou a aparecer como Stuart Wooten, um garoto apaixonado pela personagem regular Zuri Ross, na série original do Disney Channel Jessie. Totah tem uma participação especial nos programas de TV New Girl, 2 Broke Girls e Liv e Maddie.
Também em 2013, Totah foi escalada para um papel principal na comédia da ABC Back in the Game. Em 2015, ela foi escalada para 4 episódios da sexta temporada de Glee como o membro mais jovem de todos os tempos do New Directions.
Em 2016, Totah apareceu no filme Other People e recebeu elogios da crítica da Variety por seu papel, tornando-a uma das estrelas do ano no festival de Sundance. Em outubro de 2016, Deadline Hollywood relatou que Totah estrelaria uma nova comédia para a NBC que ela ajudou a desenvolver, onde Totah foi contratada para produzir ao lado dos produtores executivos Adam e Naomi Scott. Em 2017, ela apareceu na comédia de detetive da Netflix Handsome: A Netflix Mystery Movie e no filme da Marvel Studios Spider Man: Homecoming.
Em janeiro de 2017, Totah juntou-se a Adam Devine no longa-metragem da Disney Magic Camp. Em fevereiro de 2017, Totah foi escalada como Michael Patel, filho do personagem de Mindy Kaling, Priya Patel, na nova comédia da NBC Champions. A série foi ao ar de 8 de março a 25 de maio de 2018 e posteriormente cancelada. Totah foi escalada para o reboot Saved by the Bell para o serviço de streaming da NBC Peacock, onde interpretou a personagem de Lexi, uma líder de torcida socialmente poderosa.

## Filmografia

### Filmes
| Ano  | Filme                  | Papel            | Notas                     |
| ---- | ---------------------- | ---------------- | ------------------------- |
| 2016 | Time Toys              | Boomer           | Creditada como J.J. Totah |
| 2016 | Other People           | Justin           | Creditada como J.J. Totah |
| 2017 | Handsome               | Charles          | Creditada como J.J. Totah |
| 2017 | Spider-Man: Homecoming | Seymour O'Reilly | Creditada como J.J. Totah |
| 2020 | Magic Camp             | Judd Kessler     | Creditada como J.J. Totah |
| 2021 | Moxie                  | CJ               |                           |
| TBA  | Faces of Death         |                  |                           |

### Televisão
| Ano           | Programa          | Papel                           | Notas                                                                  |
| ------------- | ----------------- | ------------------------------- | ---------------------------------------------------------------------- |
| 2012          | Kroll Show        | Criança da festa de aniversário | Episódios desconhecidos, creditada como JJ Totah                       |
| 2013–2015     | Jessie            | Stuart Wooten                   | Papel recorrente, 7 episódios, creditada como JJ Totah                 |
| 2013–2014     | Back in the Game  | Michael Lovette                 | Papel principal, creditada como JJ Totah                               |
| 2014          | Nina Needs to Go! | Frank                           | Papel principal de voz, curtas de televisão, creditada como JJ Totah   |
| 2014          | The Exes          | Tanoeiro                        | Episódio: "My Fair Stuart", creditada como JJ Totah                    |
| 2014          | Sofia the First   | Príncepe Jin                    | Papel de voz, 3 episódios, creditada como JJ Totah                     |
| 2014          | New Girl          | Todd                            | Episódio: "Dance", creditada como JJ Totah                             |
| 2014          | 2 Broke Girls     | Elliot                          | Episódio: "And the Childhood Not Included", creditada como JJ Totah    |
| 2015          | Glee              | Myron Muskovitz                 | 4 episódios, creditada como JJ Totah                                   |
| 2016          | Tween Fest        | Pare o Preston                  | 4 episódios, creditada como JJ Totah                                   |
| 2016–2017     | Liv e Maddie      | Skeeter Parham                  | 3 episódios, creditada como JJ Totah                                   |
| 2018          | Champions         | Michael Patel                   | Papel principal, creditada como JJ Totah                               |
| 2019          | The Other Two     | Elijah                          | Episódio: "Chase Goes to a High School Dance", creditada como JJ Totah |
| 2019          | No Good Nick      | Lisa Haddad                     | 4 episódios                                                            |
| 2020–2022     | Saved by the Bell | Lexi                            | Papel principal; produtora                                             |
| 2020          | Big Mouth         | Natalie                         | 3 episódios                                                            |
| 2021          | iCarly            | Willow                          | Episódio: "iFauxpologize"                                              |
| 2022          | Human Resources   | Natalie (voz)                   | 2 episódios                                                            |
| 2022          | Mr. Mayor         | Titi B                          | 3 episódios                                                            |
| 2023–presente | The Buccaneers    | Mabel Elmsworth                 | Elenco principal                                                       |
| TBA           | Carrie            | Tina                            |                                                                        |